# 1873 w muzyce
Wydarzenia muzyczne w 1873 roku.

## Wydarzenia
- 8 stycznia – w paryskim Théâtre de l’Odéon miała miejsce premiera „Les Érinnyes” Jules’a Masseneta[1]
- 13 stycznia – w sanktpetersburskim Teatrze Maryjskim miała miejsce premiera opery The Maid of Pskov Nikołaja Rimskiego-Korsakowa[1][2]
- 19 stycznia – w Konserwatorium Paryskim miała miejsce premiera „Cello Concerto No.1” op.33 Camille Saint-Saënsa[1]
- 28 stycznia – w Wiedniu odbyła się premiera „Der Gang zum Liebchen” op.48/1 Johannesa Brahmsa[1]
- 29 stycznia – w paryskim Théâtre des Variétés miała miejsce premiera opery Les braconniers Jacques’a Offenbacha[1]
- 1 lutego – w londyńskim Pałacu Kryształowym miała miejsce premiera Symphony No.5 D.485 Franza Schuberta[1]
- 7 lutego – w Moskwie odbyła się premiera Symphony No.2 „Małorosyjska” op.17 Piotra Czajkowskiego[1][3]
- 8 lutego – w Paryżu odbyła się premiera dwóch pieśni: „Les matelots” op.2/2 oraz „La chanson du pêcheur” op.4/1 Gabriela Fauré[1]
- 16 lutego – w mediolańskiej La Scali miała miejsce premiera opery Fosca Carlosa Gomesa[1]
- 1 marca – w Theater an der Wien miała miejsce premiera operetki Der Carneval in Rom Johanna Straussa (syna)[1]
- 9 marca – w Pradze odbyła się premiera kantaty „Hymnus: The heirs of the white mountain” Antonína Dvořáka[1]
- 19 marca – w Budapeszcie odbyła się premiera „Szózat und Hymnus” S.353 Ferenca Liszta[1]
- 22 marca – w Paryżu odbyła się premiera dwóch pieśni: „Mai” op.1/2 oraz „Hymne” op.7/2 Gabriela Fauré[1]
- 31 marca – w Paryżu odbyła się premiera operetki Fisch-Ton-Kan Emmanuela Chabriera[1]
- 6 kwietnia – w Wiener Musikverein miała miejsce premiera polki „Vom Donaustrande” op.356 Johanna Straussa (syna)[1]
- 10 kwietnia – w paryskim Théâtre de l’Odéon miała miejsce premiera poematu symfonicznego Rédemption Césara Francka[1]
- 11 kwietnia – w paryskim Théâtre de l’Odéon miała miejsce premiera opery Marie-Magdeleine Jules’a Masseneta[1][4]
- 17 kwietnia – w paryskim Cercle des Mirlitons miała miejsce premiera operetki L’adorable Bel’-Boul’ Jules’a Masseneta[1]
- 22 kwietnia – w Wiener Musikverein miała miejsce premiera walca „Wiener Blut” op.354 Johanna Straussa (syna)[1]
- 24 maja – w Paryżu odbyła się premiera opery Le roi l'a dit Léo Delibesa[1][5]
- 29 maja – w weimarskim Stadtkirche miała miejsce premiera skompletowanego oratorium Christus S.3 Ferenca Liszta[1][6]
- 3 czerwca – w Portland odbyła się premiera oratorium St. Peter op.20 Johna Paine’a[1][7]
- 3 lipca – w wiedeńskim Musikpavillon bei der Rotunde im Prater miała miejsce premiera „Rotunde-Quadrille” op.360 Johanna Straussa (syna)[1]
- 9 lipca – w wiedeńskim Gartenbu miała miejsce premiera: „Carnevalsbilder” op.357, „Nimm sie hin!” op.358 oraz „Gruß aus Osterreich” op.359 Johanna Straussa (syna)[1]
- 6 sierpnia – w wiedeńskim Neue Welt miała miejsce premiera „Bei uns z’Haus” op.361 Johanna Straussa (syna)[1]
- 27 sierpnia – w Birmingham odbyła się premiera oratorium The Light of the World Arthura Sullivana[1][8]
- 4 września – w paryskim Théâtre de la Renaissance miała miejsce premiera operetki Pomme d'api Jacques’a Offenbacha[1]
- 23 września – w Wartburgu odbyła się premiera pieśni „Wartburg-Lieder” S.345 Ferenca Liszta[1][9]
- 18 października – w berlińskiej Singakademie miała miejsce premiera „Kwartetu smyczkowego No.2” op.51/2 Johannesa Brahmsa[1]
- 26 października – w Wiedniu odbyła się premiera II symfonii Antona Brucknera[1]
- 8 listopada – w paryskim Théâtre de la Gaîté miała miejsce premiera „Jeanne d’Arc” Charles’a Gounoda[1][10]
- 29 listopada – w paryskim Théâtre de la Renaissance miała miejsce premiera opery La jolie parfumeuse Jacques’a Offenbacha[1][11]
- 1 grudnia – w Monachium odbyła się premiera „Der englische Gruss” op.22/1 Johannesa Brahmsa[1][12]
- 5 grudnia – we Frankfurcie odbyła się premiera czterech pieśni Johannesa Brahmsa: „Ruhe, Süssliebchen” op.33/9, „Die Kränze” op.46/1, „Auf dem See” op.59/1 oraz „Das Lied vom Hern von Falkenstein” op.43/4[1]
- 7 grudnia – w paryskim Théâtre du Châtelet miała miejsce premiera poematy symfonicznego „Phaéton” op.39 Camille Saint-Saënsa[1][13]
- 11 grudnia – w Wiener Musikverein miała miejsce premiera „String Quartet No.1” op.51/1 Johannesa Brahmsa[1][14]
- 19 grudnia – w Moskwie odbyła się premiera „The Tempest” op.18 Piotra Czajkowskiego[1][15]
- 22 grudnia – w Pradze odbyła się premiera „Ophelia's Songs” WoO 22 Johannesa Brahmsa[1]

## Urodzili się
- 6 stycznia – Karl Straube, niemiecki organista, dyrygent chóralny i pedagog (zm. 1950)
- 8 stycznia – Lucien Capet, francuski skrzypek, kompozytor i pedagog (zm. 1928)
- 20 stycznia – Alfred Wiłkomirski, polski skrzypek, dyrygent, pedagog (zm. 1950)
- 24 stycznia – Bartolomé Pérez Casas, hiszpański kompozytor i dyrygent (zm. 1956)
- 1 lutego – Clara Butt, angielska śpiewaczka operowa (kontralt) (zm. 1936)
- 2 lutego – Leo Fall, kompozytor operetek, jeden z twórców postklasycznego okresu operetki wiedeńskiej (zm. 1925)
- 13 lutego – Fiodor Szalapin, rosyjski śpiewak operowy (bas) (zm. 1938)
- 25 lub 27 lutego – Enrico Caruso, włoski śpiewak (tenor) (zm. 1921)
- 19 marca
  - Amédée Gastoué, francuski muzykolog i organista (zm. 1943)
  - Max Reger, niemiecki kompozytor (zm. 1916)
- 27 marca – Giannina Russ, włoska śpiewaczka operowa (sopran) (zm. 1951)
- 1 kwietnia – Siergiej Rachmaninow, rosyjski kompozytor, pianista i dyrygent (zm. 1943)
- 18 kwietnia – Jean Roger-Ducasse, francuski kompozytor i pedagog (zm. 1954)
- 15 maja – Nikołaj Czeriepnin, rosyjski kompozytor, pedagog muzyczny i dyrygent (zm. 1945)
- 29 maja – Rudolf Tobias, estoński kompozytor muzyki klasycznej (zm. 1918)
- 1 czerwca – Ada Jones, amerykańska piosenkarka i aktorka (zm. 1922)
- 7 czerwca – Landon Ronald, angielski dyrygent, kompozytor, pianista i pedagog (zm. 1938)
- 18 sierpnia – Leo Slezak, austriacki śpiewak operowy (tenor) (ur. 1946)
- 20 sierpnia – Witold Maliszewski, polski kompozytor i pedagog (zm. 1939)
- 9 października – Carl Flesch, węgierski skrzypek i pedagog (zm. 1944)
- 10 listopada – Henri Rabaud, francuski dyrygent i kompozytor (zm. 1949)
- 16 listopada – W.C. Handy, amerykański kompozytor i kornecista jazzowy, kierownik zespołu, nazywany „Ojcem bluesa” (zm. 1958)
- 14 grudnia – Joseph Jongen, belgijski kompozytor, organista i pedagog, (zm. 1953)
- 21 grudnia – Blagoje Bersa, chorwacki kompozytor operowy (zm. 1934)

Data dzienna nieznana
- Enoch Sontonga, południowoafrykański nauczyciel, twórca pieśni „Nkosi Sikelel’ iAfrika” (zm. 1905)

## Zmarli
- 28 stycznia – Henry Hugh Pierson, angielski kompozytor (ur. 1815)
- 5 marca – Alexis de Castillon, francuski kompozytor (ur. 1838)
- 16 kwietnia – Józef Kazimierz Piotrowski, polski kompozytor i organista (ur. 1817)
- 17 kwietnia – Semen Hułak-Artemowski, ukraiński śpiewak operowy (baryton) i kompozytor muzyki scenicznej (ur. 1813)
- 26 maja – August Conradi, niemiecki kompozytor, dyrygent, pianista i organista (ur. 1821)
- 13 czerwca – Angelo Mariani, włoski dyrygent (ur. 1821)
- 3 lipca – Józef Michał Poniatowski, polski kompozytor, śpiewak (tenor) i dyplomata (ur. 1816)
- 18 lipca – Ferdinand David, niemiecki skrzypek i kompozytor (ur. 1810)
- 16 sierpnia – Georg Hellmesberger Sr., austriacki skrzypek, dyrygent, pedagog i kompozytor (ur. 1800)
- 6 października – Friedrich Wieck, niemiecki nauczyciel gry na fortepianie i śpiewu (ur. 1785)
- 8 października – Albrecht Agthe, niemiecki nauczyciel muzyki i kompozytor (ur. 1790)
- 4 listopada – Ivan Padovec, chorwacki gitarzysta i kompozytor (ur. 1800)